# Triporoplana synsiphonioides
Triporoplana synsiphonioides är en plattmaskart som beskrevs av Ax 1955. Triporoplana synsiphonioides ingår i släktet Triporoplana och familjen Otoplanidae. Inga underarter finns listade i Catalogue of Life.